# G.9972
La G.9972 (también conocida como G.cx) es una Recomendación desarrollada por ITU T que especifica un mecanismo de coexistencia para transceptores de red capaces de operar sobre cableado de línea eléctrica. Esta permite que los dispositivos G.hn coexistan con otros dispositivos que utilizan G.9972 y operan en el mismo cableado de línea eléctrica.
La G.9972 fue aceptada durante la reunión de ITU-T del Grupo de Estudio 15, el 9 de octubre de 2009, y su aprobación final el 11 de junio de 2010.